# Chaetotylus obstitus
Chaetotylus obstitus är en tvåvingeart som beskrevs av Friedrich Georg Hendel 1932. Chaetotylus obstitus ingår i släktet Chaetotylus och familjen skridflugor.
Artens utbredningsområde är Bolivia. Inga underarter finns listade i Catalogue of Life.